# Vélopop'
Vélopop' es el sistema urbano de bicicletas compartidas del área metropolitana de Aviñón. Forma parte de la red Orizo y se creó el 10 de julio de 2009.
Cuenta con una flota de 300 bicicletas de autoservicio que están disponibles las 24 horas del día en 30 estaciones de Aviñón, Le Pontet y Villeneuve-lès-Avignon. El sistema funciona a través de su página web y su aplicación móvil.
Inicialmente disponible sólo en el centro de Aviñón, el sistema se ha ido desplegando progresivamente en el resto de la ciudad, así como en Villeneuve-lès-Avignon y Le Pontet.

## Galería

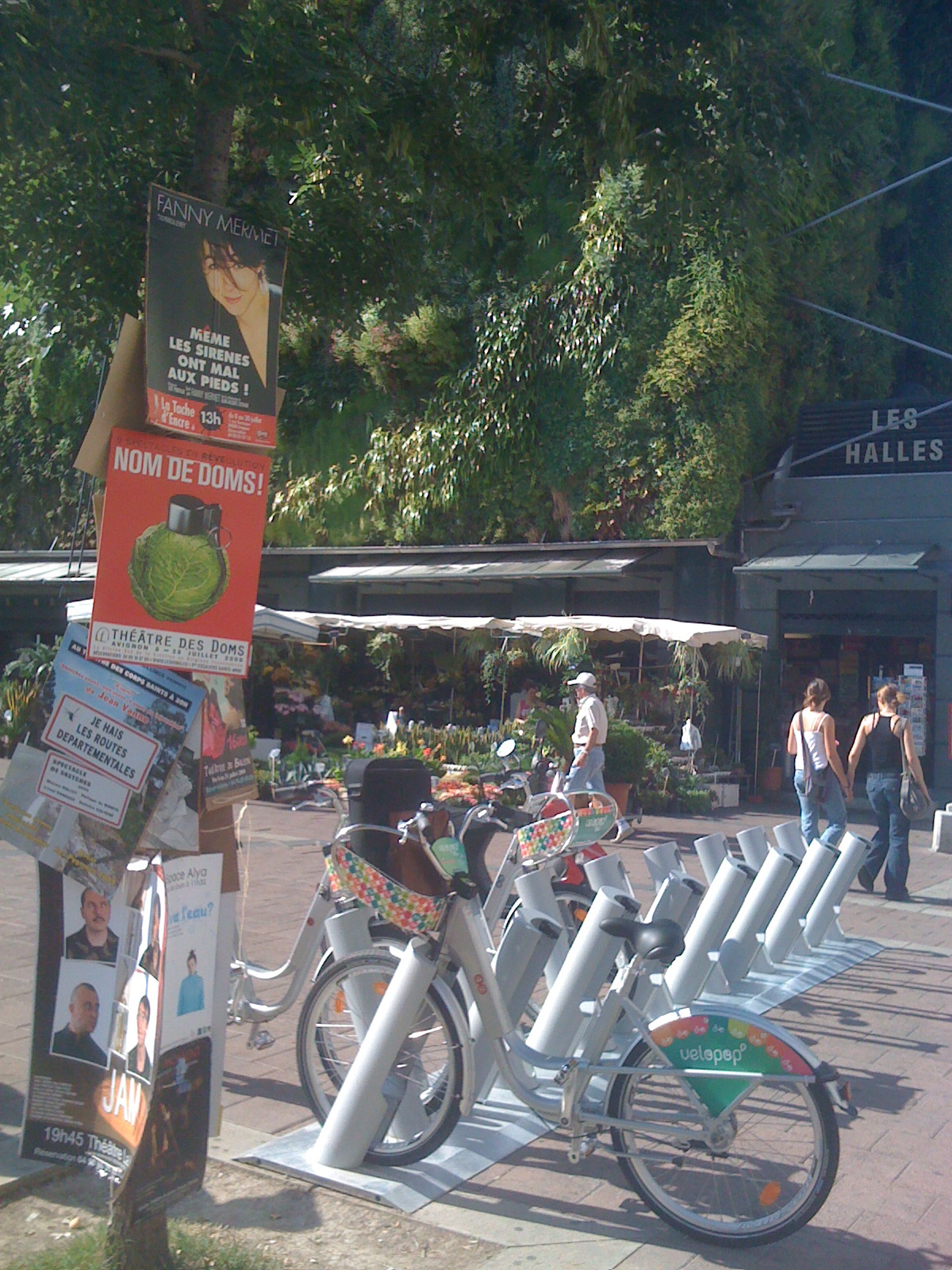
Estación Place Pie
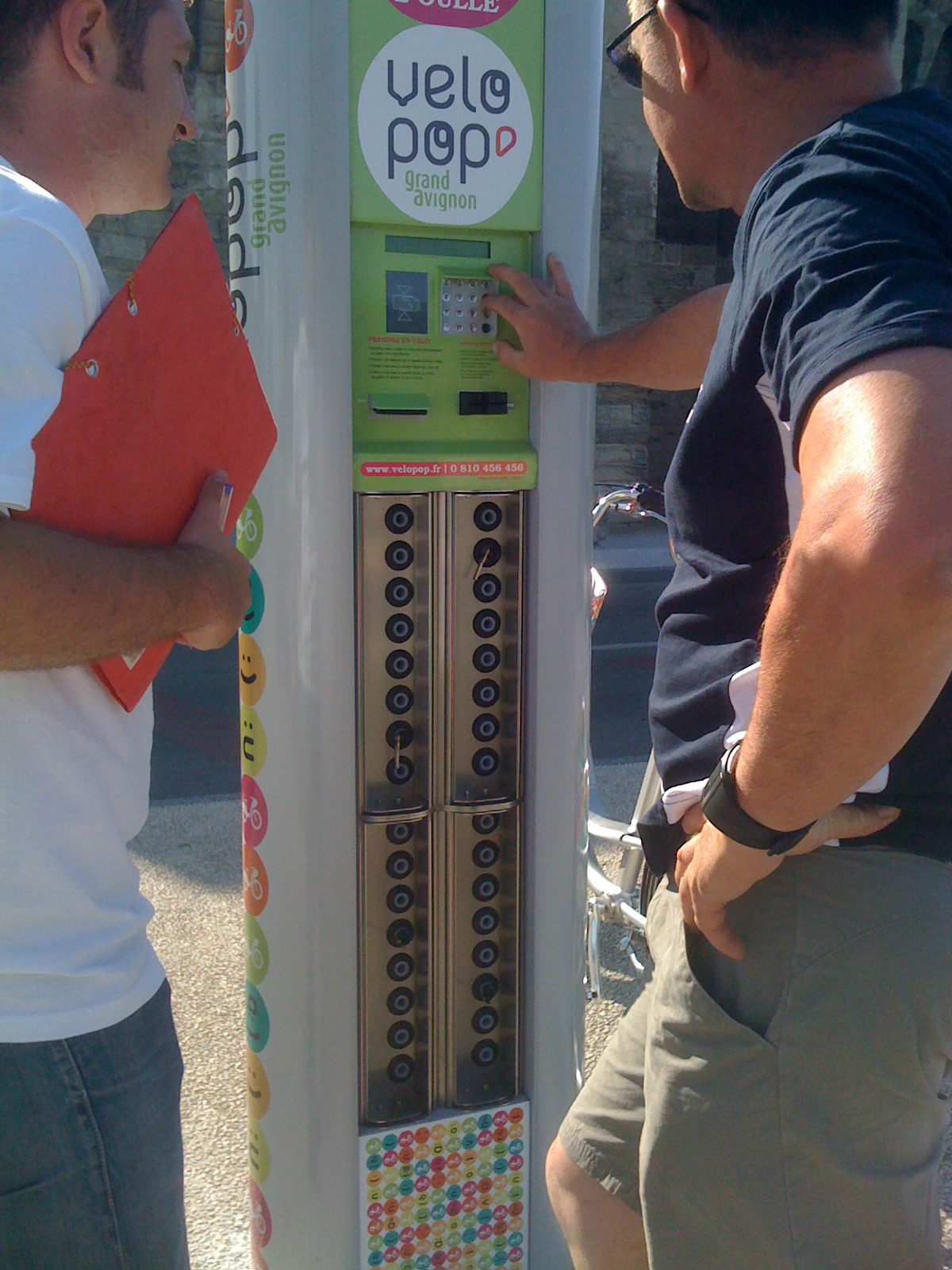
El dispensador de llaves se abre y revela las llaves RFID
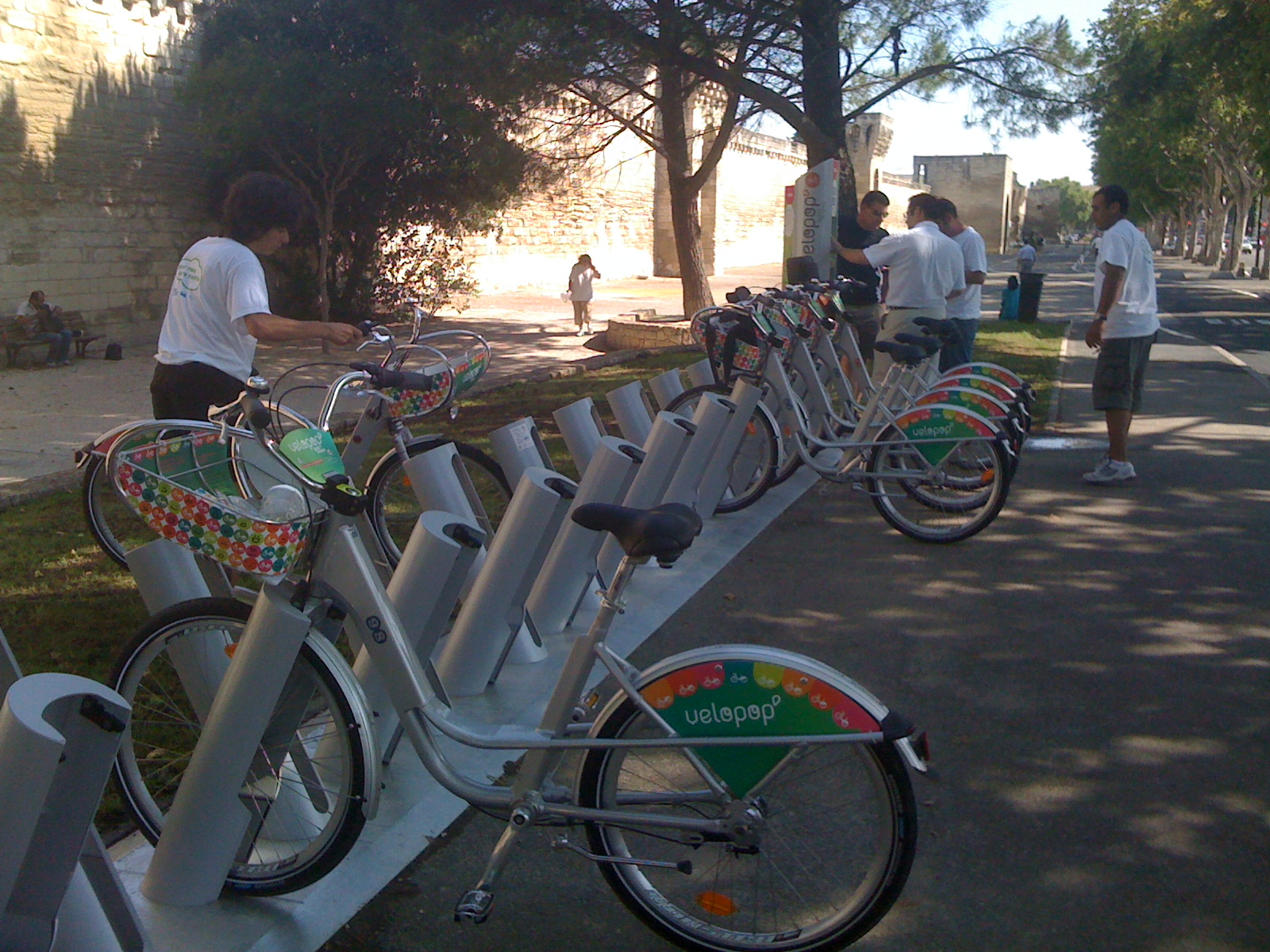
Una estación de Vélopop fuera de las murallas del centro histórico de la ciudad